# Cuilapa
Cuilapa è un comune del Guatemala, capoluogo del Dipartimento di Santa Rosa.